# Сотерид Эпидаврский
Сотерид Эпидаврский (греч .: Σωτηρίδας ὁ Ἐπιδαύριος; 1 век) — грамматик и муж Памфилы.
Происходил из Эпидавра. Он написал работу по орфографии, гомеровским исследованиям, комментарий к Менандру, Метрам, Комедии и комментарий к Еврипиду. Некоторые приписывают ему исторические изыскания Памфилы. В энциклопедии Суда есть две статьи о Сотериде, которые настолько похожи одна на другую, что не может быть никаких сомнений в том, что это один и тот же человек. Во второй записи Сотерид, однако, описывается как отец Памфилы.